# 学校債
学校債（がっこうさい）とは、日本において学校法人が発行する債券又はその多数の者からのシンジケートローンを証する証拠証券をいう。
- これまで学校債は学校に入学した生徒の保護者を対象に、ほとんどは無利子で生徒の卒業時に償還する約束で発行されるものが多かった。文部科学省(旧文部省)は、入学試験の公正さと保護者の負担という観点から、学校債の発行の抑制とともに募集にあたっての応募の任意性の確保を長年にわたって求めてきた。
- ところが1999年に行政改革規制改革委員会はやや唐突に学校法人の外部資金調達の多様化が必要だとして学校債の活用を提案し、1954年に旧文部省から出されていた通知の見直しを提案した。2001年に文部科学省に組織替えが行われてから出された見直し通知(2001年)は、募集対象を学校の同窓会会員、PTA会員等に限っていた旧通知を改め、広く一般人を募集対象に含めることを可能としたものだった。
- 2002年夏に表面化した某私立大学医学部入試をめぐり、学校法人側が合格発表前に寄付金を受け取っていた事件の表面化により、文部科学省は2002年10月に寄付金と学校債の募集時期を入学後にすることを求める事務次官通知を出した。学校法人側は、これまで学校債を低利あるいは無利子の資金調達法としてきた。こうした方法が通ったのは、学校側が保護者に対してその子弟を預かる立場を利用して、学校債の購入を保護者に勧めたからである。2002年の事務次官通知はこのような旧来型の学校債の発行が限界にきていることを改めて示すものであった。すなわち学校債を発行を一般人に対して行うには、その学校法人の信用力に見合った利息の支払いが前提になるように考えられる。
- 学校債を表章する債券について、商法上の有価証券であると認定した最高裁判例がある。金融商品取引法においては、有価証券である学校債券は第一項有価証券の中に含まれるものとされている（第1項学校債）。
- 一方、単なるシンジケート・ローンの証拠証券に過ぎないものもある。これは、金融商品取引法においては、第二項有価証券とされている（第2項学校債）。